# Dystrykt Lira
Dystrykt Lira – dystrykt w środkowo-północnej Ugandzie, którego siedzibą administracyjną jest miasto Lira. W 2014 roku liczy 408 tys. mieszkańców.
Dystrykt Lira graniczy z następującymi dystryktami: od północy z Pader, na północnym–wschodzie z Otuke, na wschodzie z Alebtong, na południowym–wschodzie z Dokolo, na południowym–zachodzie z Apac i na zachodzie z Kole.